# Asma al-Assad
Asma al-Assad (أسماء الأسد) (født 11. august 1975) var Syriens førstedame, gift med præsident Bashar al-Assad siden december 2000. Parret har sammen 3 børn; Hafez (2001), Zein (2003) og Karim (2004). Asma var meget promoveret i den syriske offentlighed og dybt engageret i rollen som førstedame.

## Personlige liv
Asmaa er født og opvokset i London, Storbritannien med forældre af syrisk oprindelse. Hun er af sunni-oprindelse i modsætning til Bashar, som er alawit. Efter gymnasiet tog hun i 1996 en bachelor i kommunikation fra Universitetet i London. Efterfølgende studerede hun i en kortere periode oftalmologi på universitetet i London, hvor hun mødte Bashar for første gang. Hun har i en kortere periode arbejdet i Deutsche Bank i London, inden hun flyttede til Syrien med Bashar. Hun er både britisk og syrisk statsborger og taler flydende engelsk og arabisk og har desuden et diplom i fransk.